# Primera División de Uruguay 1923
Campeonato Uruguayo de Fútbol 1923 var den 23:e säsongen av Uruguays högstaliga i fotboll. Ligan spelades som ett seriespel där samtliga tolv lag mötte varandra vid två tillfällen. Totalt spelades 132 matcher med 269 gjorda mål. Mästerskapet anordnades av fotbollsförbundet Asociación Uruguaya de Fútbol, samtidigt som Federación Uruguaya de Football drev ett mästerskap parallellt.
Nacional vann sin tionde titel som uruguayanska mästare.

## Deltagande lag
Tolv lag deltog i mästerskapet; elva från Montevideo, och Universal från San José de Mayo.

## Poängtabell
| Nr | Lag                  | S  | V  | O | F  | GM | IM | MS  | P  |
| -- | -------------------- | -- | -- | - | -- | -- | -- | --- | -- |
| 1  | Nacional             | 22 | 18 | 2 | 2  | 58 | 12 | +46 | 38 |
| 2  | Rampla Juniors       | 22 | 14 | 6 | 2  | 30 | 12 | +18 | 34 |
| 3  | Bella Vista          | 22 | 13 | 4 | 5  | 35 | 16 | +19 | 30 |
| 4  | Belgrano             | 22 | 10 | 5 | 7  | 20 | 20 | 0   | 25 |
| 5  | Lito                 | 22 | 8  | 8 | 6  | 23 | 21 | +2  | 24 |
| 6  | Universal            | 22 | 9  | 4 | 9  | 19 | 24 | −5  | 22 |
| 7  | Liverpool            | 22 | 6  | 8 | 8  | 17 | 22 | −5  | 20 |
| 8  | Fénix                | 22 | 5  | 8 | 9  | 13 | 20 | −7  | 18 |
| 9  | Montevideo Wanderers | 22 | 5  | 6 | 11 | 16 | 24 | −8  | 16 |
| 10 | Uruguay Onward       | 22 | 3  | 9 | 10 | 16 | 27 | −11 | 15 |
| 11 | Charley              | 22 | 4  | 5 | 13 | 16 | 38 | −22 | 13 |
| 12 | Dublin               | 22 | 3  | 3 | 16 | 6  | 33 | −27 | 9  |